# Kamen (Split)
Kamen falu Horvátországban Split-Dalmácia megyében. Közigazgatásilag Splithez tartozik.

## Fekvése
Split központjától 6 km-re keletre, Stobreč északi szomszédságában, a 8-as számú főút mentén fekszik.

## Története
A település nevét egy nagy magányos szikláról kapta, mely az itteni sík területet zárja le. 1144-ben „ad excelsum saxum” (a magas sziklánál), 1227-ben és 1397-ben pedig „Magna petra” (nagy kő) néven említik. 1239-ben Garganus spalatói gróf egy erődítményt építtetett ide, melyet „Kod kamena” (a kőnél) néven említenek és amely, amint azt Tamás főesperes írja a Mosor-hegységből rendszeresen támadó rablók ellen szolgált menedékül. A velencei uralom idejében 1420 után a török elleni védelem céljából kisebb vár állt itt. Őrsége nem volt nagy létszámú, csak néhány főből állt akik török támadás esetén riadóztatták a lakosságot. Kamen várát 1571-ben foglalta el a török és 1648-ig török kézen maradt. A törökök a várat megerősítették és őrségét megnövelték, ennek létszáma a spalatói gróf  1583-as jelentése szerint hatvan fő volt. Az őrségből néhány katona a mai Kamen falu környékén lakott, ahol némi lakosság is élt. Kament 1648-ban foglalta vissza Leonardo Foscolo velencei serege, mely ezt követően a várat lerombolta, nehogy a török számára támaszpontul szolgáljon. A felszabadulás után a település lakossága megnövekedett, mivel Poljicából és néhány zagorai településről új lakosság érkezett. Szent Mihálynak szentelt temploma már 1675-ben felépült és valószínűleg röviddel ezután megalapították plébániáját is. Cosmi érsek 1687-ben a kameni plébániát is meglátogatta megemlítve azok között a plébániák között, melyek nem állnak török uralom alatt. Cupilli érsek 1709-es vizitációja szerint Kamennek és Žrnovicének ekkor közös plébánosa volt Šime Grubić személyében, majd 1711-ben megemlíti, hogy a kameni Szent Mihály templom a mravinci és a kuki templommal közös plébániát képez. A velencei uralomnak 1797-ben vége szakadt és osztrák csapatok vonultak be a Dalmáciába. 1806-ban az osztrákokat legyőző franciák uralma alá került, de Napóleon lipcsei veresége után 1813-ban újra az osztrákoké lett. 1849-ben a kameni plébániát a stobreči plébániával egyesítették és ez állapot 1975-ig fennmaradt. 1918-ban az új szerb-horvát-szlovén állam, majd később Jugoszlávia része lett. A településnek 1857-ben 94, 1910-ben 158 lakosa volt. A második világháború idején a Független Horvát Állam része lett. A háború után a szocialista Jugoszláviához került. 1975-ben újraalapították plébániáját, melynek első plébánosa Ivan Keravin lett. 1991 óta a független Horvátországhoz tartozik. A 20. század második felétől lakosságának száma megtöbbszöröződött, mely elsősorban Split közelségének köszönhető. 2011-ben a településnek 1769  lakosa volt.

## Lakosság
| Lakosság változása | Lakosság változása | Lakosság változása | Lakosság változása | Lakosság változása | Lakosság változása | Lakosság változása | Lakosság változása | Lakosság változása | Lakosság változása | Lakosság változása | Lakosság változása | Lakosság változása | Lakosság változása | Lakosság változása | Lakosság változása |
| ------------------ | ------------------ | ------------------ | ------------------ | ------------------ | ------------------ | ------------------ | ------------------ | ------------------ | ------------------ | ------------------ | ------------------ | ------------------ | ------------------ | ------------------ | ------------------ |
| 1857               | 1869               | 1880               | 1890               | 1900               | 1910               | 1921               | 1931               | 1948               | 1953               | 1961               | 1971               | 1981               | 1991               | 2001               | 2011               |
| 94                 | 94                 | 90                 | 93                 | 119                | 158                | 155                | 165                | 240                | 255                | 285                | 372                | 657                | 1.462              | 2.184              | 1.769              |

## Nevezetességei
- Mihály arkangyal tiszteletére szentelt római katolikus plébániatemploma 1879-ben épült, 1909-ben megújították. A templomot a régi, 1675-ben épített kis templom helyén építették, melyre a bejárat felett elhelyezett tábla emlékeztet. Ma csak egy barokk oltára van, mivel mellékoltárát elbontották, csak a retablója maradt fenn a hajó falán. Az oltár elé később szembemiséző oltárt emeltek. A templomban egy Szent Mihályt ábrázoló szobor is áll. Festményei közül említésre méltó a Szűzanyát gyermekével, Szent Györggyel és Szent Mihállyal ábrázoló kép, Felix Tironi munkája a 18. század végéről. A templom mellé az utóbbi időben sekrestye és hittanterem épült. Homlokzatának közepén körablak, oromzatán pedig kőből faragott kereszt látható. A harangtorony a templomtól külön áll, mivel egy közeli torony alakú sziklára építették.
- Szent Péter apostol tiszteletére szentelt templomát[4] 1227-ben említik először, ezután több dokumentumban is szerepel. A 12. század végén, vagy a 13. század elején építették. Egyhajós épület félköríves apszissal. Bejárata fölé az 1675-ös évszám van bevésve, amikor a templomot a török uralom alóli felszabadítás után bővítették. A homlokzat tetején kőkereszt áll, alatt kis négyágú kő rozettával. Külső fala tagolatlan, de a belső teret árkádok osztják két részre. Az apszis főfalánál látszik a későbbi hozzáépítés nyoma. Az apszisban levő oltárhoz lépcsőfok vezet fel. Az oltár menzája falazott oszlopokon nyugszik. Felette fára festett rusztikus barokk kép látható. A négyszögletes szenteltvíztartó egy alig látható feliratos ókori oszlopon nyugszik. A templom körül található a falu ősi temetője. Az épületet 1978-ban védett kulturális emlékké nyilvánították.
- Vidovacon egy pasztorális központ építési munkái folynak, mely mellett karmelita kolostor, a Kármelhegyi boldogasszony tiszteletére szentelt templom és a Nagy Szent Teréz spliti lelki centrum áll.